# Khaité Sall
Pour les articles homonymes, voir Sall.
Khaité Sall, est une femme politique guinéenne. Elle est la secrétaire générale du Ministère de la Santé et de l'Hygiène publique au sein du gouvernement dirigé par Bernard Goumou depuis le 12 décembre 2023.

## Biographie
Elle est la fille de Kéléfa Sall.

## Parcours professionnel
Khaité Sall, avant de revenir en Guinée, était directrice service santé résidentielle à New York.
Apres le coup d'état du 5 septembre 2021, elle a été nommée chef de cabinet du 26 novembre 2021 au 12 décembre 2023 puis secrétaire générale du Ministère de la Santé et de l'Hygiène publique au sein du gouvernement dirigé par Bernard Goumou,,.